# معركة بعقوبة
معركة بعقوبة الثانية (آذار – آب 2007) جرت خلال حرب العراق في عاصمة محافظة ديالى العراقية، الواقعة شمال شرقي بغداد. بدأت في أوائل آذار 2007، عندما شرعت القوات الأميركية والعراقية بعمليات تمهيدية لإرساء وجود في ديالى خارج قاعدتهم العسكرية الأمامية.
في حزيران 2007، وكجزء من هجوم أوسع على مستوى البلاد، أُطلقت عملية قاطع السهم بهدف السيطرة على بعقوبة ومحيطها من أيدي المسلحين. أسفرت العملية عن تهدئة الأوضاع في المدينة إلى حد كبير، رغم بقاء وجود للمسلحين في العاصمة وعلى امتداد المحافظة.
في آب 2007، أُطلقت عملية الضربة الشبحية في عموم شمال العراق للاستفادة من المكاسب التي تحققت خلال عملية الرعد الشبحية. وكجزء من هذه الحملة، شُنّت عملية المطرقة الخاطفة شمال شرقي بعقوبة.

## خلفية
في منتصف تشرين الأول 2006، أعلن مجلس شورى المجاهدين عن تأسيس دولة العراق الإسلامية، ليحل محل مجلس شورى المجاهدين وتنظيم القاعدة في العراق.
في أواخر 2006، بدأ مقاتلو القاعدة في العراق حشد قواتهم بهدوء في بعقوبة، معلنين إياها عاصمة دولة العراق الإسلامية. ونتيجة لخطة أمن بغداد، انسحبت أعداد كبيرة من قوات القاعدة في العراق من بغداد في أوائل 2007، وبدأت بتكثيف عملياتها في محافظة ديالى. تصف إيما سكاي المنطقة في ذلك الوقت بأنها كانت "الأكثر عنفًا في العراق". قام المسلحون بتحصين المحافظة بنقاط مراقبة، ومواقع قتال، وألغام، ومنازل مفخخة، إضافة إلى إنشاء قواعد إمداد ومعسكرات تدريب. كانت الغالبية العظمى من هذه القوات متمركزة في مدينة بعقوبة، التي كانت ذات أهمية كبرى لقوات القاعدة بعد إعلانها عاصمة لدولة العراق الإسلامية. قدّرت الاستخبارات العسكرية عدد مقاتلي القاعدة داخل المدينة بـ 2500 مقاتل، إلى جانب 500 عنصر دعم إضافي.

## التسلسل الزمني

### بداية معركة بعقوبة الثانية
كان أحد أساليب المسلحين في بهروز شن هجمات الكرّ والفرّ باستخدام قاذفات الـ آر بي جي. وبمساندة مروحيات الأباتشي التي أطلقت صواريخ هيلفاير، تمكنت القوات الأميركية في 14 آذار من إيقاع ما بين 40 و50 قتيلًا في صفوف المسلحين.

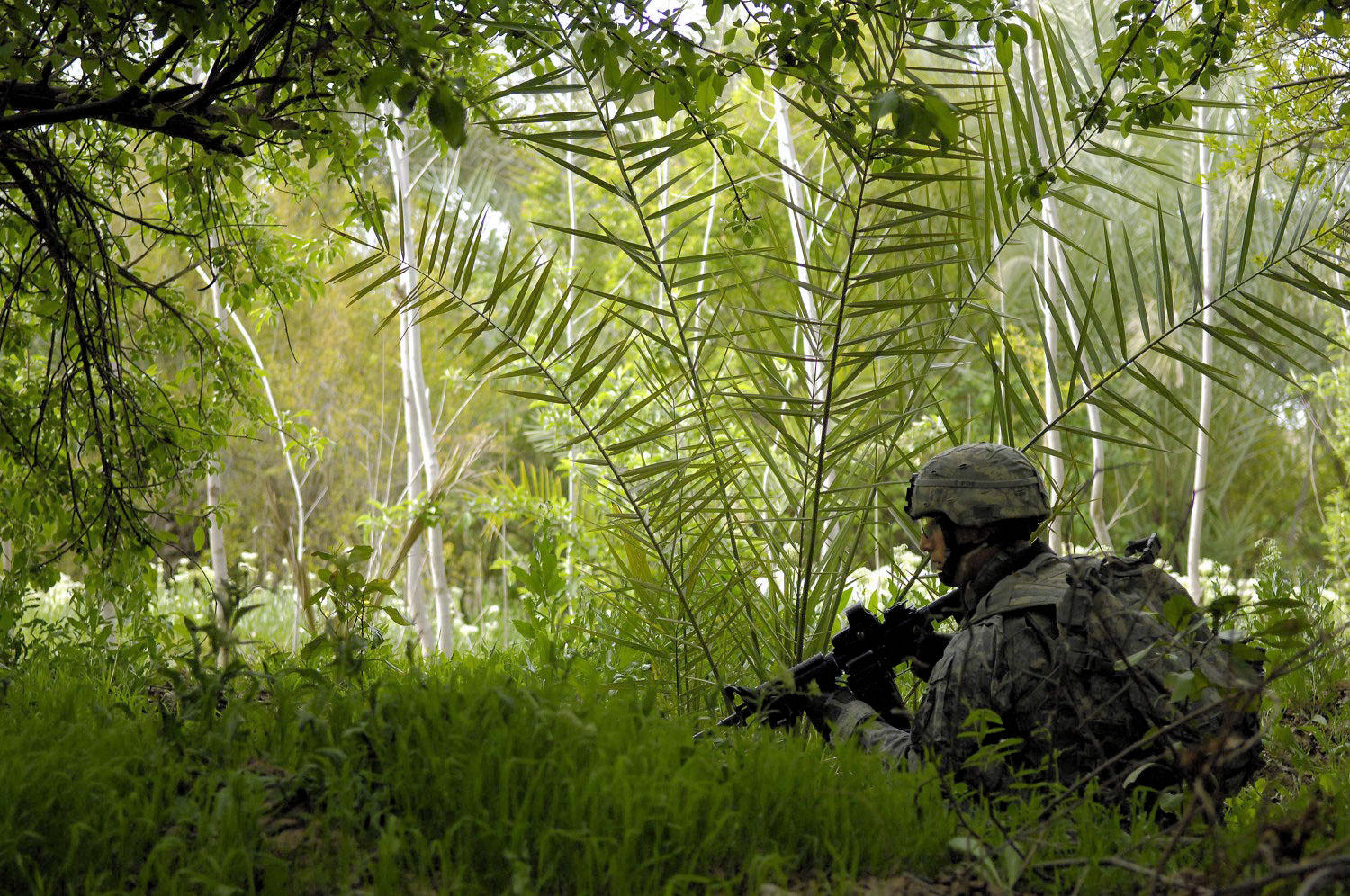
جنود من الكتيبة الخامسة، فوج المشاة العشرين، يجرون عمليات في بهروز، 20 مارس 2007

في 15 آذار تقرر توحيد قوة المهام وبدء عمليات تطهير البساتين المحيطة ببهروز. تلا ذلك قتال قريب المدى في بيئة كثيفة الأشجار أقرب إلى حرب فيتنام منها إلى العراق. اعتمد المسلحون على إستراتيجية الكرّ والفرّ، مستخدمين القناصة، والألغام، ومواقع كمائن مُعَدّة مسبقًا، ومسارات انسحاب. وتأكد أن المسلحين أطلقوا صاروخ ستريلا-2 على مروحية أباتشي الهجومية، لكنه أخطأها بفارق ضئيل. وبعد معركة شرسة استمرت أسبوعًا، أصبحت بهروز تحت سيطرة القوات الأميركية بشكل شبه كامل. ورغم أن المسلحين لم يعودوا قادرين على التحرك علنًا في بهروز، فقد استمرت بعض هجمات الكرّ والفرّ المحدودة، بما في ذلك استخدام الألغام والأسلحة الخفيفة والقنص. وأدى هجوم قنص في 24 أيار 2007 إلى مقتل جندي من قوة المهام ريغلرز.
على مدى الشهرين التاليين، قامت قوة مهام قوامها اللواء 5-20 مشاة، مدعومة بفصيلة برونكو من الفرسان 1-14، وشركتي «A» و«B» من الكتيبة الأولى، الفرسان 12، بتطهير المن نصف الشرقي من بعقوبة وبعض القرى المحيطة بها، في أصعب قتال خاضه اللواء خلال انتشاره الذي استمر 15 شهرًا.
الأحياء المحصنة جيدًا والخاضعة لسيطرة تنظيم القاعدة في العراق، مثل حي التحرير وبعقوبة الجديدة، كانت الهدف التالي للقوات الأميركية. وأبطأت الكمائن الكبيرة التي بدأها المسلحون باستخدام ألغام مدفونة بعمق أو سيارات مفخخة تقدم الهجوم. ففي 5 نيسان أدى كمين من هذا النوع إلى تدمير مركبة برادلي القتالية ومقتل جندي أميركي. وقد مُنح المسعف العسكري كريستوفر وايترز لاحقًا وسام صليب الخدمة المتميزة لإنقاذه حياة جنديين من المركبة المدمرة. وفي 6 أيار 2007 أدى هجوم مماثل إلى مقتل ستة جنود أميركيين وصحفي روسي يُدعى ديمتري تشيبوتاييف، عندما انفجر لغم كبير تحت مركبة سترايكر. وكان القتال من بيت إلى بيت في شرق بعقوبة هو الأعنف في العراق آنذاك، إذ حاولت القاعدة الاحتفاظ بعاصمتها المعلنة حتى آخر لحظة. وفي 27 أيار، وأثناء تطهير قرية شيبرنات شمال بعقوبة، أُنقذ سبعة رهائن عراقيين من مركز تعذيب تابع للقاعدة. وأثناء استكمال تطهير شرق بعقوبة، تمكنت قوة المهام ريغلرز من عزل النصف الغربي من المدينة (المفرق، المجمع، الخاتون)، لكن دون قوات كافية لتطهيره، فطلب قائد القوة، المقدم بروس أنطونيا، تعزيزات.

### عملية قاطع السهم
في أوائل حزيران تمت تلبية طلب المقدم أنطونيا، حيث وصلت قيادة اللواء 3/2، والكتيبة الأولى، مشاة 23 توموهوكس. وفي حزيران 2007 أُطلقت عملية الرعد الشبحية لتأمين أحزمة بغداد، وكانت عملية قاطع السهم جزءًا منها في محافظة ديالى. بدأ الهجوم في 18 حزيران بإنزال جوي ليلي سريع نفذته لواء سترايكر القتالي الثالث، الفرقة الثانية مشاة، مدعومًا بعناصر من الفرقة 82 المحمولة جوًا، وأسفر مع بزوغ الفجر عن مقتل أكثر من 22 مسلحًا. وفي صباح ذلك اليوم قُتل جندي أميركي عندما دُمّرت مركبته البرادلي بلغم كبير، لينتهي اليوم الأول بمقتل 30 مسلحًا وجندي أميركي واحد.
قال العميد ميك بيدناريك، نائب قائد العمليات في الفرقة 25 مشاة: «الهدف النهائي هو تدمير نفوذ القاعدة في هذه المحافظة وإزالة تهديدهم للشعب، وهذا هو الهدف الأول والأخير».
شارك في العملية نحو 2000 جندي قتالي أميركي، و4500 جندي دعم، ولواء من الجيش العراقي، و500 شرطي عراقي، ومدفعية هاوتزر 155 ملم، ومروحيات أباتشي، ودعم جوي أميركي وبريطاني قريب، ومركبات سترايكر وبرادلي. وأكد بيدناريك أهمية مركز عمليات ديالى الجديد لتنسيق جهود الجيش والشرطة والقوات المتعددة الجنسيات. كما شدد على أهمية إشراك الوزارات العراقية في تقديم الخدمات الأساسية (الغذاء، الوقود، دعم النازحين، التعليم) لتعزيز الثقة بالحكومة.
خلال عمليات التطهير في غرب بعقوبة، أعرب السكان المحليون عن فرحتهم بتحريرهم من القاعدة، التي فرضت الشريعة بصرامة بالغة، وعاقبت حتى على أمور مثل التدخين أو وضع الخيار بجانب الطماطم في بسطات الخضار. كما ضمت المنطقة عدة مراكز احتجاز وتعذيب نفذت فيها أحكام مثل البتر واقتلاع العيون والإعدام.

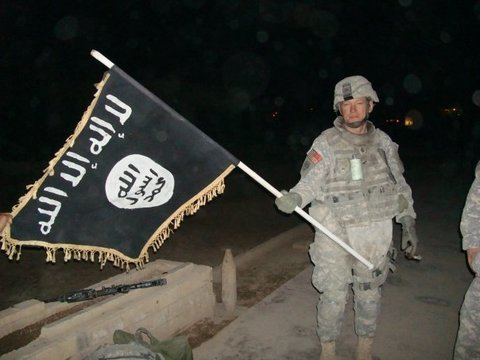
جندي في الجيش الأمريكي يحمل علم داعش المأسور

في 23 حزيران أُلقي القبض على اثنين من قادة تنظيم القاعدة في بلاد الرافدين ونُقلا إلى بغداد، ويُعتقد أن أغلب القيادات البارزة فرت قبل بدء العملية. وحتى 26 حزيران، قُتل 55 مسلحًا، وتواصل القتال حتى 28 حزيران، حيث خفت حدته، وباتت القوات تتحرك علنًا في النهار. ومع ذلك، شهدت الخالص، على بعد 15 كم، نشاطًا للمسلحين الفارين رغم قرب قوات أميركية كبيرة منها. وفي 3 تموز قتلت القوات متعددة الجنسيات 25 مسلحًا واعتقلت خمسة، وعثرت على عشر مخابئ أسلحة في قرية مخيسة.
لكن القتال تجدد لاحقًا، واتهم الحزب الإسلامي العراقي القوات الأميركية بارتكاب مجزرة في بعقوبة، مدعيًا مقتل أكثر من 350 شخصًا. وكان معظم القصف الأميركي في تموز وآب يستهدف المنازل المفخخة التي تركتها القاعدة خلفها. وفي 6 آب انفجر أحد هذه المنازل أثناء تطهيره، ما أسفر عن مقتل أربعة جنود أميركيين. وتقر القوات الأميركية بأن نحو 80% من قادة القاعدة فروا في حزيران مع بداية العملية.
في 15 تموز، اشتبكت Aco 1-12 Cav مع المسلحين في منطقة الميكانيك جنوب بعقوبة، فقتلت اثنين وأصابت ثلاثة. وفي 16 تموز تعرضت القوة لكمين في البساتين جنوب المدينة، ما أدى لمقتل وإصابة عدد من المقاتلين السنة المتحالفين معها.
انتهت عملية الرعد الشبحية في 14 آب، وأُغلقت عملية قاطع السهم في 19 آب، وباتت بعقوبة تحت سيطرة التحالف بدرجة كبيرة، لكن بقي وجود محدود للمسلحين.

### عملية المطرقة الخاطفة
أُطلقت المطرقة الخاطفة 1 في 13 آب 2007، بعد قاطع السهم، كجزء من عملية الضربة الشبحية. وكان هدفها تطهير وادي نهر ديالى من المسلحين، بمشاركة نحو 16 ألف جندي أميركي وعراقي. وخلالها تم تطهير 50 قرية في المحافظة، وقتل 26 من عناصر القاعدة، واعتقال 37 مشتبهًا بهم. انتهت العملية في 1 أيلول، وأُطلقت المطرقة الخاطفة 2 في أوائل أيلول.